# Trần Đông Lương
Trần Đông Lương (1925–1993) là một họa sĩ Việt Nam. Ông tốt nghiệp khóa kháng chiến của Tô Ngọc Vân. Sau đó, ông cùng nhiều nghệ sĩ làm việc tại studio ở 65 Nguyễn Thái Học, Hà Nội.

## Tác phẩm
- "Un groupe de brodeurs", 1958.
- "Portrait of a Young Woman", water colour on silk.